# Daisy Jepkemei
Daisy Jepkemei (née le 13 février 1996) est une athlète kényane naturalisée kazakhe en 2022, spécialiste du 3 000 mètres steeple. 

## Biographie
En juillet 2012, Daisy Jepkemei devient championne du monde junior sur 3 000 mètres steeple, en 9 min 47 s 22. Elle s'impose devant l’Éthiopienne Tejinesh Gebisa et une autre Kényane Stella Jepkosgei Rutto.

## Palmarès
| Date | Compétition                   | Lieu             | Résultat | Épreuve     | Temps          |
| ---- | ----------------------------- | ---------------- | -------- | ----------- | -------------- |
| 2012 | Championnats du monde juniors | Barcelone        | 1re      | 3 000 m st. | 9 min 47 s 22  |
| 2014 | Championnats du monde juniors | Eugene           | 3e       | 3 000 m st. | 9 min 47 s 65  |
| 2019 | Ligue de diamant              | Ligue de diamant | 4e       | 3 000 m st. | 9 min 06 s 66  |
| 2024 | Jeux olympiques               | Paris            | 17e      | 10 000 m    | 31 min 26 s 55 |

## Records
| Épreuve              | Performance    | Lieu   | Date         |
| -------------------- | -------------- | ------ | ------------ |
| 3 000 mètres steeple | 9 min 06 s 66  | Zurich | 29 août 2019 |
| 10 000 mètres        | 30 min 52 s 43 | Eugene | 25 mai 2024  |